# Argentinomyia longicornis
Argentinomyia longicornis är en tvåvingeart som först beskrevs av Walker 1836.  Argentinomyia longicornis ingår i släktet Argentinomyia och familjen blomflugor. Inga underarter finns listade i Catalogue of Life.